# 欒克勇
欒克勇（1970年9月23日—），臺灣音樂製作人，作品涵蓋華語、閩南語、客語流行音樂。2011年獲得第22屆金曲獎最佳客語專輯獎、最佳客語歌手獎，也是首位非客家人獲得此獎項者（父親是外省人、母親是閩南人），個人專輯代表作品為《獨1無2反串客》。
製作過的唱片超過上百張專輯，詞曲創作、唱片編曲、錄音、混音作品超過千件以上，為全能多產製作人。
在陸陸續續製作了許許多多客語、華語、台語、佛歌等作品之後，2025年開始欒克勇回頭開始規劃自己30年來一直未專心製作的眾多華語創作歌曲，於是2025年中便決定換一個藝名「亦木古兒」重新出發以方便區分作品語言風格，期望未來能把所創作的華語歌曲精華一一呈現。
個人經歷 :
木吉他民歌餐廳民歌手
桃園富貴人家連鎖西餐廳職業琴師
桃園地區各大高級西餐廳職業琴師
揚笙傳播公司音樂總監
龍閣傳播公司唱片部經理
音圓電腦伴唱機公司音樂製作
吉聲影視音有限公司總監
上海邦鵬文化傳播總監
廈門朕盈文化傳媒有限公司總監
台灣竹林多媒體娛樂集團總監
第29屆金曲獎評審
首屆星巢計劃海峽兩岸百大獨立樂團交流賽台灣區代言人
桃園市政府4屆客家咨詢委員
現任南台科技大學 流行音樂產業系 專技副教授
Twin Studio錄音室負責人
俠客樂團Shock Band團長暨主唱兼鍵盤手

## 音樂作品
- 2010年 《獨1無2反串客》客語全創作專輯 (吉聲影視音公司發行)
- 2014年 《乎阿母聽有的歌》台語全創作專輯 (乾坤唱片發行)
- 徐筱寧「靚細妹」專輯 (揚笙傳播發行) 製作、編曲、錄音、混音、母帶處理 (金曲獎得獎)
- 李貴盛童謠創作專輯「幼幼客家」專輯 製作、編曲、錄音、混音 (金曲獎入圍)
- 劉秀暐「簡單介歌」專輯 (吉聲公司發行) 製作、編曲、錄音、混音、母帶處理 (金曲獎入圍)
- 劉榮昌「老樹新枝」專輯 (吉聲公司發行) 錄音、混音後製、母帶處理 (金曲獎入圍)
- 徐筱寧「2008 青寧心曲」專輯 (吉聲公司發行) 製作、編曲、錄音、混音、母帶處理 (金曲獎入圍)
- 王鳳珠「王鳳珠的山歌戲」專輯 (吉聲公司發行) 製作、錄音、混音、母帶處理 (金曲獎得獎)
- 柔均「寫乎你的歌」台語專輯 (吉聲公司發行) 製作、編曲、錄音、混音
- 羅文聰 台語專輯「愛情流氓」(福茂唱片發行) 單曲編曲 (歌名: 墜落情海)
- 蔡義德 台語專輯「生命的情歌」(華特唱片發行) 主打歌作詞作曲 (三立”天下第一味”主題曲)
- 彭立 台語專輯「勇敢的愛」(乾坤唱片發行) 歌曲 編曲、錄音、混音、母帶後期處理
- 神棍樂團「萬佛朝宗」國語創作專輯 (吉聲公司發行) 製作、錄音、混音、母帶處理
- 施文彬 台語專輯「離別酒杯」(華特唱片發行) 收錄歌曲作詞作曲 (歌名: 無緣的人無緣的愛)
- 徐千舜「團團圓圓來作客」童謠專輯 (吉聲公司發行) 製作、編曲、錄音、混音、母帶處理 (金曲獎入圍)
- 2010 海峽兩岸媽祖歌唱大賽專輯 主題曲『湄洲和五洲永遠在一起』編曲、錄混音、母帶處理
- 徐千舜「月光華華」童謠全創作專輯 (吉聲公司發行) 製作、錄音、混音、母帶處理 (金曲獎得獎)
- 陳茂豐台語專輯「獨一無二」(乾坤唱片發行) 收錄歌曲作曲 (歌名: 愛的事業)
- 唐銘良  台語專輯「最後ㄟ感動」(吉聲公司發行) 製作、錄音、混音、母帶處理
- 賴碧霞「送客傳家寶」客語歌謠創作專輯 (吉聲公司發行) 製作、編曲、錄音、混音、母帶處理 (金曲獎得獎)
- 欒克勇「獨 1 無 2 反串客」客語全創作專輯 (吉聲公司發行) 製作、編曲、錄音、混音、母帶處理 (金曲獎得獎)
- 林子娟 「心痛阮甘願」台語專輯 (乾坤唱片發行) 收錄歌曲 作曲 (歌名: 上尾的一句話)
- 王中平 台語大碟「蕃薯仔命」專輯 (乾坤唱片發行) 收錄歌曲 作曲 (歌名: 咱的戲棚腳)
- 2012~2014 台北市政府客家委員會客語童謠歌曲暨動畫曲譜集案 專案製作、錄音、混音、母帶處理
- 慈濟「如水心弦」法譬如水鋼琴演奏專輯後製混音
- 中國好聲音視障歌手 張玉霞 首張個人專輯「獨白」製作、編曲、混音 & 母帶處理 (禾廣娛樂發行)
- 慈濟年度大碟「捨心永恆」國語歌曲專輯製作、編曲、混音
- 慈濟『琴聲無量義』鋼琴演奏專輯 執行製作 暨 後製混音 & 母帶處理
- 欒克勇-阿勇仔「乎阿母聽有的歌」台語全創作專輯 (乾坤唱片發行) 製作、詞曲、編曲、錄混音、母帶處理、mv導演)
- 北原山貓 2016 全新創作專輯主打歌『我了解你的明白』單曲編曲
- 鳳琴『鳳語琴心』台語概念專輯全製作 (作曲、編曲、錄混音、母帶處理、mv導演)
- 慈濟「2017 法譬如水 如水心弦」 鋼琴演奏專輯 混音後製
- 蘋果姐姐 廣州電視台 兒童節目主題曲製作、編曲、錄音、混音&母帶處理 (歌名: BiBi好朋友)
- 2017 新竹縣大坪國小『8 號夢想教室：石頭狂想曲』舞台劇音樂後製
- 慈濟「同一個世界 同一個夢想」莊奴、紀利男大師紀念專輯 製作、混音、後製、母帶處理
- 2017  Under Lover國語新專輯單曲混音後製 (上多利國際娛樂發行) (歌名: 1+1)
- 慈濟「讓愛串流善念共振」援助非洲水患慈善專輯 後製混音
- 2019 慈濟 "蔬果星球" 環保概念專輯 製作、編曲暨後製錄音、混音、母帶處理
- 2020『素行。愛。地球』專輯製作編曲、錄音、混音& Mastering
- 2021 神棍樂團『神一樣的存在』專輯 後製混音 (入選MUST年度十大專輯)
- 2021 彰化田中馬拉松主題曲『終點42195』後製混音 (演唱: 神棍樂團)
- 福茂唱片「我們都是有媽媽的人」單曲製作人暨編曲、錄音、混音
- 滾動的詩系列  風潮唱片 神棍樂團『不要再對我打槍』單曲 後製混音、母帶處理
- 新竹縣政府 Youbike2.0 行銷CF宣傳影片「與你的約會」音樂製作暨MV導演
- 桃園市政府觀光局 For 韓國行銷 Reels宣傳影音短片「作客桃園」音樂製作、編曲、作曲、混音後製
- 2022 國家體育推手獎主題曲「點燃奇蹟」製作人暨MV導演 (作曲、編曲、錄音、混音、母帶處理)
- 2023 中國大陸福建省福州古蹟「鎮海樓」主題曲 詞曲創作 (音樂地圖專案)
- 2023 宜蘭縣政府「跳躍蘭陽」觀光行銷 CF宣傳短片配樂製作、作曲、編曲、錄音、混音、母帶處理
- 2024 新竹縣政府『原風325』培訓計畫比賽活動 音樂總監 暨 4首得獎作品總製作
- 2024 桃園市政府客家事務局年度『客家音樂發電機』專案五首歌曲 全製作 暨 MV導演

## 外部連結
- 欒克勇的音樂窩 （页面存档备份，存于）